# Burgemeester Hogguerstraat

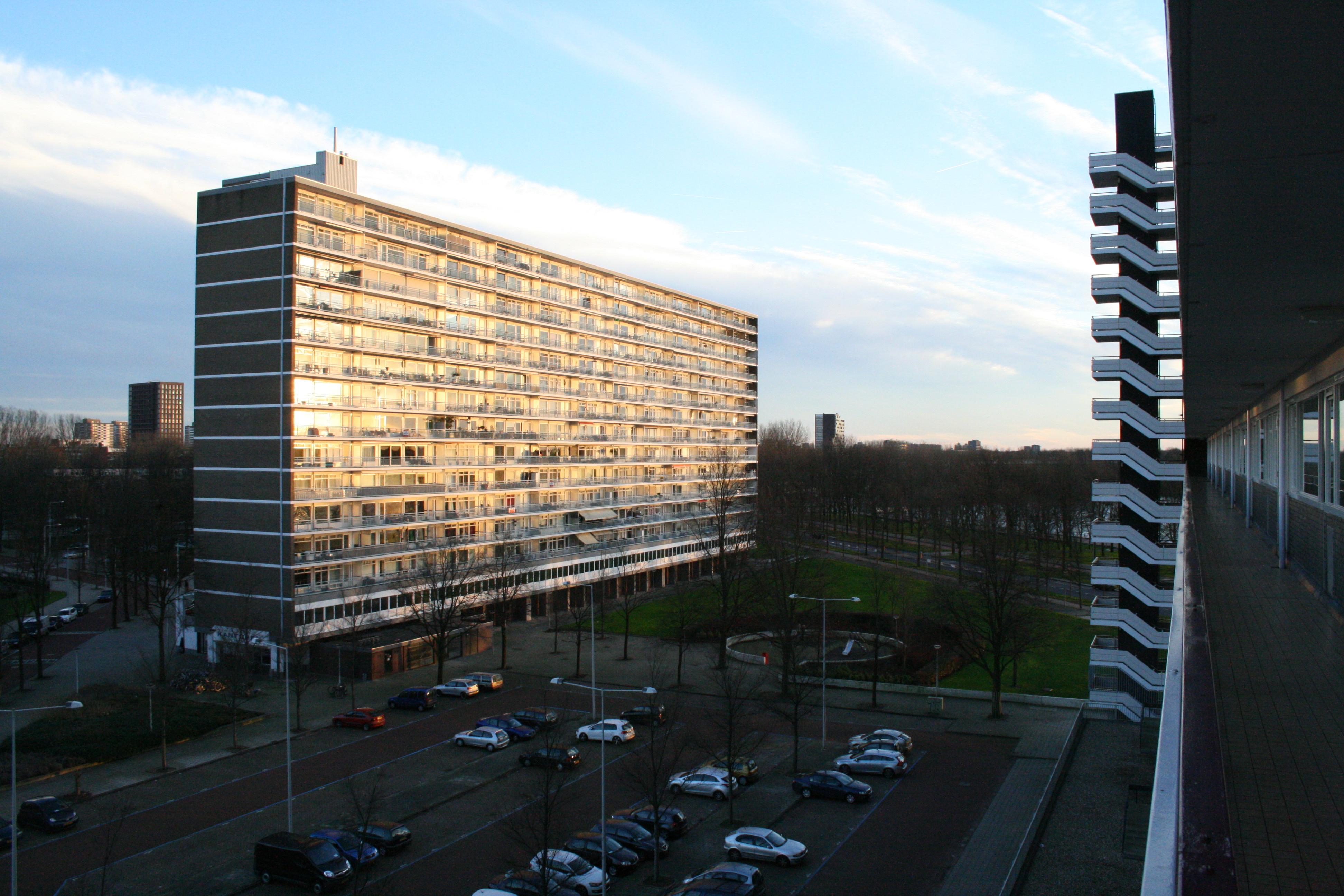
Flatgebouw aan de Burgemeester Hogguerstraat, december 2012

De Burgemeester Hogguerstraat is een straat in in Slotermeer in Amsterdam Nieuw-West. De straat begint bij de Burgemeester Van de Pollstraat en loopt tot Burgemeester Rendorpstraat.
De straat kreeg zijn naam in 1958 en werd vernoemd naar jhr. Paul Iwan Hogguer (1760-1816), burgemeester van Amsterdam van 1813 tot 1816.
De straat wordt gedomineerd door drie in 1962-'64 gebouwde identieke galerijflats van dertien woonlagen en een kantorenlaag op een onderbouw van garages en twee lagen bergingen, ontworpen door architect Piet Zanstra. Deze van ver als drie schijven zichtbare flats waren, samen met de torenflats van Torenwijck in Osdorp, in het stedenbouwkundig ontwerp voor de Westelijke Tuinsteden bedoeld als stedenbouwkundig accent aan de oevers van de Sloterplas.
Daarnaast staat ook het schoolgebouw van het Mundus College in deze straat.